# Boris Iwanowitsch Stepanow
Boris Iwanowitsch Stepanow (russisch Борис Иванович Степанов; * 15. Apriljul. / 28. April 1913greg. in St. Petersburg; † 7. Dezember 1987 in Minsk) war ein russischer Physiker und Hochschullehrer.

## Leben
Nach dem neunjährigen Mittelschulbesuch und der Fabriktechnikschule begann Stepanow 1930 das Studium an der Universität Leningrad. Daneben arbeitete er ab 1934 im Leningrader Staatlichen Institut für Optik (GOI). 1935 wurde seine erste wissenschaftliche Arbeit mit der theoretischen Erklärung der experimentell beobachteten Feinstruktur der metastabilen Energieniveaus des Stickstoffs veröffentlicht. Nach dem Studienabschluss 1936 folgte die dreijährige Aspirantur im GOI, an deren Ende er seine Kandidat-Dissertation über Anomalien in den Spektren zweiatomiger Moleküle und ihre theoretische Beschreibung verteidigte. 1939 wurde er Mitglied der KPdSU.
Nach Beginn des Deutsch-Sowjetischen Krieges ging Stepanow im Juli 1941 als Freiwilliger an die Front. Mit dem 162. Partisanenkommando kämpfte er zunächst in der Leningrader Front und dann in der Stalingrader Front.
Im Januar 1943 wurde Stepanow aus der Roten Armee entlassen und zur wissenschaftlichen Arbeit ins GOI geschickt, das in Joschkar-Ola evakuiert war. 1948 verteidigte er seine Doktor-Dissertation über die Berechnung der Schwingungsfrequenzen komplexer organischer Moleküle, worauf er 1949 zum Doktor der physikalisch-mathematischen Wissenschaften promoviert wurde. Er stellte zusammen mit Michail Wladimirowitsch Wolkenstein und Michail Alexandrowitsch Jeljaschewitsch in einer 1949 erschienenen Monografie die Theorie der Spektren der mehratomigen Moleküle dar. Er wurde 1951 Laboratoriumsleiter.
Neben seiner Forschungstätigkeit lehrte Stepanow seit 1946 am Leningrader Institut für Informationstechnologien, Mechanik und Optik (ITMO) als Dozent am Lehrstuhl für Theoretische Physik (bis 1951). Mit anderen gründete er die Fakultät für Ingenieurphysik.
1953 wurde Stepanow an das Institut für Physik der Akademie der Wissenschaften der Belarussischen Sozialistischen Sowjetrepublik (AN-BSSR, seit 1991 Akademie und seit 1997 Nationale Akademie der Wissenschaften von Belarus (NANB)) in Minsk berufen. Gleichzeitig wurde er Vollmitglied der AN-BSSR. Dort war er 1955–1973 Laboratoriumsleiter und 1957–1985 Institutsdirektor. Auf der Grundlage der Arbeiten Sergei Iwanowitsch Wawilows entwickelte Stepanow eine quantenmechanische Theorie der Lumineszenz und der Lichtabsorption. 1955 wurde erstmals gezeigt, dass ein Lumineszenzsystem mit drei Energieniveaus einen Energieüberschuss produzieren kann. 1956 prognostizierte Stepanow die negative Lumineszenz. Er entwickelte darauf die theoretischen Grundlagen, sodass er auch den negativen Photoeffekt beschreiben konnte. In den 1960er Jahren widmete er sich der Laserphysik, der nichtlinearen Optik und der Holografie.
Daneben war Stepanow ab 1953 Professor an der Belarussischen Staatsuniversität. Dort leitete er bis 1967 den Lehrstuhl für Spektralanalyse. Zu seinen Studenten gehörten Pawel Andrejewitsch Apanassewitsch, Anatol Mikalajewitsch Rubinau, Wiktar Paulawitsch Grybkouski und Aljaxander Sjargejewitsch Rubanau.
Von 1964 bis 1985 war Stepanow Chefredakteur der in Minsk erscheinenden allrussischen Zeitschrift für angewandte Spektroskopie. 1971–1986 war er gewählter Abgeordneter im Obersten Sowjet der BSSR. Von 1985 bis 1987 war er Mitglied und dann Berater des Präsidiums der AN-BSSR.
Das Institut für Physik der NANB trägt Stepanows Namen.

## Ehrungen, Preise
- Medaille „Sieg über Deutschland“
- Stalinpreis II. Klasse (1950) für die 1949 erschienene Monografie über die Schwingungen der Moleküle
- Ehrenzeichen der Sowjetunion (1952)
- Orden des Roten Banners der Arbeit (1961, 1983)
- S.-I.-Wawilow-Goldmedaille (1967)[3]
- Jubiläumsmedaille „Zum Gedenken an den 100. Geburtstag von Wladimir Iljitsch Lenin“
- Orden der Oktoberrevolution (1971)
- Ehrendoktor der Universität der Wissenschaften Szeged (1971)[2]
- Staatspreis der UdSSR (1972 mit anderen) für Untersuchungen komplexer organischer Verbindungen für Farbstofflaser[1]
- Leninorden (1973)
- Held der sozialistischen Arbeit (1973)[1]
- Staatspreis der BSSR (1976) für Arbeiten zur Lichtgeneration[1]
- Orden der Völkerfreundschaft (1979)
- Staatspreis der UdSSR (1982 mit anderen) für die Entwicklung der physikalischen Grundlagen der dynamischen Holografie[1]
- Orden des Vaterländischen Krieges II. Klasse (1985)[4]